# Khương Hồng
Khương Hồng (chữ Hán: 姜洪, ? – ?), tự Hi Phạm, người Quảng Đức, An Huy, quan viên nhà Minh.

## Xuất thân
Hồng xuất thân Quốc tử sanh, đỗ cử nhân thứ 27 kỳ thi Hương của phủ Ứng Thiên; năm Thành Hóa thứ 14 (1478), đỗ cống sĩ thứ 106 kỳ thi Hội khoa Mậu tuất; tham gia kỳ thi Điện, đỗ tiến sĩ thứ 47 đệ tam giáp .

## Sự nghiệp
Hồng nhận chức Lô Thị tri huyện. Trong thời gian ở chức, Hồng một mình cưỡi ngựa khuyến khích nông tang; có kẻ bình dân Khương Trọng Lễ xin nhận tử tội thay cha, ông tâu xin miễn cho họ. Sau đó Hồng được trưng bái làm Ngự sử.
Minh Hiếu Tông lên ngôi (cuối năm 1487), Hồng trình bày 8 việc liên quan đến chánh lệnh; từng hặc thái giam Tiêu Kính, Nội các Vạn An, Lưu Cát, học sĩ Doãn Trực, thị lang Hoàng Cảnh, Lưu Tuyên, đô ngự sử Lưu Phu, thượng thư Lý Dụ, Lý Mẫn, Đỗ Minh, Đại Lý thừa Tống Kinh; còn tiến cử những người đã trí sĩ là thượng thư Vương Thứ, Vương Hoành, Lý Bỉnh, những người đã rời chức là thị lang Tạ Đạc, biên tu Trương Nguyên Trinh, kiểm thảo Trần Hiến Chương, thiêm sự Chương Mậu, bình sự Hoàng Trọng Chiêu, ngự sử Cường Trân, Từ Dung, Vu Đại Tiết, cấp sự trung Vương Huy, Tiêu Hiển, Hạ Khâm, viên ngoại Lâm Tuấn, chủ sự Vương Thuần với những người đang ở chức thượng thư Dư Tử Tuấn, Mã Văn Thăng, tuần phủ Bành Thiều, thị lang Trương Duyệt, chiêm sự Dương Thủ Trần. Hồng còn nói chỉ huy Hứa Ninh, nội quan Hoài Ân, đều đề cử đồng bọn, giữ các cấp phó. Hồng trình bày, phần nhiều là chỉ trích những kẻ được sủng ái, bản sớ gần vạn chữ; Đế khen ngợi mà nghe theo, vì thế những kẻ ấy căm giận không thôi.
Năm Hoằng Trị đầu tiên (1488), Hồng ra làm Án sát Hồ Quảng, cùng Đốc tào ngự sử Tần Hoành tranh cãi về công văn, bị hặc; sở tư (cơ quan chủ quản) biện bạch cho ông, nhưng Lưu Cát thọc gậy bánh xe, giao xuống cho bộ Lễ hội nghị, khiến ông bị biếm làm Hạ huyện tri huyện. Ngự sử Âu Dương Đán xin triệu Hồng với bọn Sướng Hanh về, triều đình không nghe. Hồng được thăng làm Quế Lâm tri phủ; các dân tộc Dao, Tráng khởi nghĩa ở Cổ Điền, ông xin binh đánh dẹp, sau đó được cất nhắc làm Vân Nam tham chánh. Thổ quan Đào Hồng ước hẹn với nước Bát Bách Tức Phụ  nổi dậy, Hồng ly gián rồi diệt trừ; được thăng làm Sơn Đông tả tham chánh.
Năm Chánh Đức thứ 2 (1507) thời Minh Vũ Tông, Hồng được thăng làm Sơn Tây bố chánh sứ; thái giám Lưu Cấn vòi tiền hối lộ , ông không đáp ứng. Tháng 2 ÂL năm thứ 4 (1509), có trung chỉ lệnh cho Hồng trí sĩ . Sau khi Cấn đền tội, Hồng được khởi làm Sơn Đông tả bố chánh sứ. Năm thứ 7 (1512), Hồng nhận hàm Hữu phó đô ngự sử, làm Tuần phủ Sơn Tây, ở chức chưa đầy năm thì mất.
Hồng tính liêm trực, sau khi mất vì nhà nghèo nên không thể tổ chức tang lễ. Năm Thiên Khải đầu tiên (1621), được truy thụy Trang Giới.